# Sachalin
Sachalin (Russisch: Сахали́н [səxʌˈlʲin]) is een langgerekt eiland in het Russische Verre Oosten, gelegen tussen de Zee van Ochotsk en de Japanse Zee. Samen met de Koerilen vormt het eiland de oblast Sachalin, een Russisch gebiedsdeel. De grootste stad van het eiland en hoofdstad van de oblast is Joezjno-Sachalinsk, gelegen in het uiterste zuiden. Een deel van het eiland wordt nog altijd betwist.

## Geografie
Sachalin wordt van het Russische vasteland gescheiden door de Tatarensont, die op zijn smalst 7,3 kilometer meet en in de winter dichtvriest. Het Japanse eiland Hokkaido bevindt zich aan de overzijde van de Straat van La Pérouse. Aan de noordzijde van het eiland bevindt zich het Schmidt-schiereiland. In de Golf van Sachalin, ten noordwesten van het eiland en het schiereiland, stroomt de Noord-Ochotskstroom die zich hier splitst in de Oost-Sachalinstroom die ten oosten van het eiland naar het zuiden stroomt en de Limanstroom die ten westen van het eiland via de Tatarensont naar de Japanse Zee stroomt. Ten zuiden van het eiland stroomt de Soyastroom vanuit de Japanse Zee terug naar de Zee van Ochotsk. In deze zee ligt de Ochotskgyre.
Het eiland is 948 kilometer lang en 27 tot 170 kilometer breed. De totale oppervlakte van Sachalin bedraagt 76.400 km², waarmee het het grootste tot Rusland behorende eiland is. Bijna twee derde van Sachalin is bergachtig. Twee parallelle bergketens, gescheiden door de Tym-Poronajskaja-vallei, doorkruisen het eiland van noord naar zuid. Het hoogste punt van Sachalin is de berg Lopatina, behorend tot de oostelijke keten, die zich 1609 meter boven de zeespiegel verheft. Het noorden van het eiland bestaat uit moerasvlakten.
De langste rivier van Sachalin is de Tym, die 400 km in noordelijke en noordoostelijke richting stroomt en uitmondt in de Zee van Ochotsk. De rivier is over een lengte van 80 km bevaarbaar voor lichte schepen. De Poronaj stroomt in zuidzuidoostelijke richting naar de Golf van Geduld. Drie kleinere rivieren monden uit in de zuidelijke Anivabaai.

## Geschiedenis
Sachalin was al bewoond in de nieuwe Steentijd. Vuurstenen werktuigen, stenen bijlen en primitief aardewerk zijn in grote aantallen aangetroffen. Ook uit de bronstijd zijn sporen op het eiland achtergelaten.
De inheemse bevolking van Sachalin werd gevormd door de Aino, Oroken en Nivchen, die vooral leefden van de jacht en de visserij. De Chinese Ming-dynastie kende het eiland als Kuyi (苦夷, Kǔyí) en later als Kuye (traditioneel Chinees: 庫頁; vereenvoudigd Chinees: 库页, Kùyè). In 1616 werden er troepen naar het eiland gestuurd, maar deze werden teruggetrokken omdat de Chinese soevereiniteit van het eiland niet bedreigd werd. Een grenspaal uit de Ming-dynastie is nog altijd op Sachalin te vinden.
Het Chinese keizerrijk beschouwde het eiland als deel van zijn grondgebied en sinds de Jin-dynastie viel Sachalin formeel onder Chinees bestuur. De Chinezen waren echter niet militair op het eiland aanwezig en zowel Japanners als Russen probeerden het te koloniseren. In 1679 stichtten de Japanners de nederzetting Ootomari. In Japan werd het eiland Kita-Ezo genoemd, wat Noord-Ezo betekent (Ezo is de oude naam van Hokkaido). 
Het Verdrag van Nertsjinsk uit 1686 bevestigde de Chinese soevereiniteit op Sachalin, maar vanaf de 18e eeuw bezette Rusland het eiland.
De Europeanen ontdekten het bestaan van Sachalin door de reizen van Ivan Moskvitin en Maarten Gerritszoon de Vries in de 17e eeuw. De laatste staat nog steeds bekend als de eerste Europeaan die Kaap Georgia en Kaap Terpenina in de Golf van Geduld in kaart bracht in 1643. Nog meer werd bekend door de tochten van Jean-François de La Pérouse (1787) en Ivan Kroesenstern (1805). Beiden beschouwden het echter als een schiereiland en wisten niet van het bestaan van de Tatarensont, die in 1809 ontdekt werd door Mamiya Rinzo. 
Japan verklaarde Sachalin in 1845 eenzijdig tot Japans grondgebied. Russische kolonisten kwamen echter naar het eiland, vestigden er een bestuur en stichtten er scholen, kerken en gevangenissen. De oorspronkelijke bevolking werd vermoord of gedwongen zich op het Aziatische vasteland te vestigen.
In 1855 tekenden Rusland en Japan het Verdrag van Shimoda, waarin werd bepaald dat het eiland door beide naties bewoond mocht worden: de Russen in het noorden, de Japanners in het zuiden, zonder dat tussen hen een scherpe grens werd vastgesteld. Rusland ontmantelde daarnaast zijn militaire basis bij Ootomari. 
Na de Opiumoorlog dwong Rusland China tot het tekenen van het Verdrag van Aigun en de Conventie van Peking, waarmee al het gebied ten noorden van de Amoer en ten oosten van de Oessoeri, inclusief Sachalin, aan Rusland viel. In 1857 werd er een strafkolonie op het eiland gesticht, maar tot 1875 stond het zuidelijke deel van Sachalin onder controle van Japan. Met het Verdrag van Sint-Petersburg, dat in dat jaar werd gesloten, stonden de Japanners hun deel van eiland af aan Rusland, in ruil voor de Koerilen. 
Na de Russisch-Japanse Oorlog tekenden beide landen in 1905 het Verdrag van Portsmouth, waarmee het zuidelijke deel van het eiland (ten zuiden van de 50e breedtegraad) aan Japan viel. De Russen behielden de overige 3/5 van het gebied. Zuid-Sachalin ging de prefectuur Karafuto (樺太庁) vormen, met Toyohara, het huidige Joezjno-Sachalinsk, als hoofdstad.
In augustus 1945 kreeg de Sovjet-Unie het eiland in handen. De aanval op Zuid-Sachalin begon op 11 augustus. Hoewel de troepen van het Rode Leger driemaal zoveel manschappen telden als die van Japan, verliep de verovering stroef, de Japanners verzetten zich hevig. Pas op 16 augustus brak het Sovjetleger door de Japanse verdediging. Daarna konden de Sovjettroepen steeds makkelijker oprukken, hoewel de gevechten doorgingen tot 21 augustus. De meeste overgebleven Japanse eenheden gaven zich over op 22 en 23 augustus. Met de inname van de hoofdstad Toyohara op 25 augustus 1945 was Sachalin veroverd. Volgens Japanse bronnen vonden 20.000 burgers de dood tijdens de invasie.
Op 2 januari 1947 werd de oblast Sachalin opgericht en werd het eiland in de huidige vorm bestuurlijk geïntegreerd in de RSFSR, sinds de val van de Sovjet-Unie de Russische Federatie.
Een definitief vredesakkoord is nooit getekend. Bij het Verdrag van San Francisco van 1952 deed Japan afstand van zijn claim over het zuidelijke deel van Sachalin, maar ging het niet akkoord met de Russische beheersing van het eiland. Japan beschouwt de status van Sachalin als onopgelost en op Japanse kaarten wordt het eiland als niemandsland aangeduid. De kwestie is nog altijd een heikel punt in de Japans-Russische betrekkingen.
Vlucht 007 van de Zuid-Koreaanse maatschappij Korean Air werd op 1 september 1983 net ten westen van Sachalin door de Sovjet-Unie neergeschoten. Alle 269 inzittenden, passagiers en personeel, kwamen om het leven.
Op 28 mei 1995 werd het eiland getroffen door een aardbeving met een kracht van 7,5 op de schaal van Richter, die 2000 inwoners (ruim 2/3 van de bevolking) van de stad Neftegorsk het leven kostte. Sindsdien is de plek opgegeven als vestigingsplaats.

## Economie

Sachalin export (2020)

De economie van Sachalin is grotendeels gebaseerd op export, vooral van aardolie, aardgas, kolen, hout en vis. Olie en gas maakten in 2000 57,5% uit van de industriële productie en voor 2006 werd dat geschat op 80%. Er is ook wat landbouw, maar het groeiseizoen is te kort (100 dagen) om een grote rol te spelen. De werkloosheid is slechts 2% (2002).
Na het uiteenvallen van de Sovjet-Unie maakte Sachalin een olieboom mee. Er bevinden zich naar verwachting 2,2 km³ olie en 2.700 km³ gas in de bodem en daar wordt flink in geïnvesteerd door olie-multinationals. In 1996 werden twee olieprojecten gestart, Sachalin-1 (inclusief een pijplijn van 219 km) en Sachalin-2 (met een pijplijn van 800 km en de eerste lng-fabriek in Rusland), waar tientallen miljarden euro's in geïnvesteerd zijn. Sachalin 3 en 4 bevinden zich in verschillende ontwikkelingsstadia. Alle olie en gas zijn bedoeld voor de export – er blijft niets achter voor de eilandbewoners zelf.
Sakhalin Energy werd in 1994 opgericht om olie- en gasvelden in het oosten van Rusland te ontwikkelen. Deze velden liggen circa 15 kilometer voor de kust ten noordoosten van Sachalin. De olie en het gas worden via pijpleidingen vervoerd naar een lng-fabriek en exportterminal in het zuiden van Sachalin. In 2005 was het eiland de grootste ontvanger van buitenlandse investeringen in Rusland. Na protesten tegen de buitenlandse invloeden heeft Gazprom op 18 april 2005 50% plus één aandeel in Sakhalin Energy verworven (gekocht van Shell, Mitsui en Mitsubishi). Deze laatste drie maatschappijen hebben nu nog een aandelenbelang in Sakhalin Energy van 27,5% minus één aandeel, 12,5% en 10% respectievelijk. In februari 2009 kwam de lng-fabriek in productie en in maart werd de eerste levering van vloeibaar gas gedaan. De belangrijkste klanten voor het lng zijn Japan en Korea. De lng-fabriek heeft een capaciteit van 9,6 miljoen ton vloeibaar gas op jaarbasis en in 2009 werd 5,3 miljoen ton geproduceerd.

## Geboren
- Keiichi Suzuki  (1942-2025), Japans schaatser